# 2008 sur Internet
Cet article présente les faits marquants de l'année 2008 sur Internet.

## Évènements

### Septembre
- 2 septembre : lancement du navigateur web Google Chrome[1].